# Lois Griffin
Lois Patrice Griffin (antes Pewterschmidt) es un personaje ficticio de la serie Padre de familia donde ocupa el cargo de matriarca de la familia protagonista. Alex Borstein le presta su voz en inglés desde su primera aparición en el corto de 1998. Lois fue creada y diseñada por Seth MacFarlane.
Lois es la esposa de Peter Griffin con el que tiene tres hijos: Meg, Chris y Stewie Griffin. A menudo es retratada como la típica madre televisiva a pesar de admitir su pasado de drogas, ludopatía, ninfomanía y cleptomanía.
Tiene un marcado acento neoyorquino basado en uno de los personajes de teatro de los que Borstein interpretó a la par que de un familiar de la actriz que se crio en Long Island.

## Rol en Padre de familia
Lois Griffin es una mujer que se crio como protestante. Está casada con Peter Griffin con quien tuvo tres hijos: Meg, Chris y Stewie. Es hija de Carter y Bárbara Pewterschmidt. Desde los comienzos de la serie, reside en la localidad ficticia de Quahog, Rhode Island, la cual está basada en Cranston. Su labor principal es el de un ama de casa aunque también trabaja como profesora de piano aparte de otros empleos en varios episodios como el de reportera en FOX News en FOX-y Lady y Alcaldesa en It Takes a Village Idiot, and I Married One.

## Personaje

### Creación
En la universidad a la que asistía, Seth MacFarlane creó un cortometraje animado titulado The Life of Larry. El corto se centraba en un hombre de mediana edad llamado Larry y su perro antropomorfo Steve. Después hizo la secuela bajo el nombre de Larry & Steve, el cual se emitió en 1997 a través de Cartoon Network. Dos años después trabajaría para Hanna-Barbera como guionista de las series Johnny Bravo, Dexter's Laboratory y Cow & Chicken. El cortometraje atrajo la atención de los representantes de 20th Century Fox, los cuales le pidieron que creara una serie acerca de los personajes. MacFarlane recibió 50.000 dólares de presupuesto (cantidad 20 veces superior al coste de la mayoría de pilotos). MacFarlane declaró que tuvo que inspirarse en varias sitcoms, principalmente Los Simpson y All in the Family. También se encargó de varias premisas de series animadas de los años 80 del sábado por la mañana que vio de niño como: The Fonz and the Happy Days Gang y Rubik, the Amazing Cube.
A los tres meses, MacFarlane creó a la familia Griffin y desarrolló un piloto para una serie a la que titularía Padre de familia.[cita requerida]

### Voz
La actriz, guionista y productora, Alex Borstein (aparte de otros personajes) es la encargada de prestarle su voz a Lois desde el inicio de la serie, incluyendo el episodio piloto.
A medida que Padre de familia estaba en producción, Borstein trabajaba en el programa de sketches MADtv. En el programa, un miembro del cuerpo técnico que estaba ayudando a MacFarlane con la producción de la serie le preguntó a la actriz si estaría interesada. Ella jamás sintió hablar de MacFarlane ni de sus obras y dijo que era "algo realmente no visto". Al mismo tiempo, estaba en una representación teatral en Los Ángeles donde interpretaba a una madre pelirroja cuya voz se basó en una de sus primas rhodenses. Finalmente tomaría la voz de su personaje y se lo pasaría a Lois. Al principio, la voz era más lenta, MacFarlane tras escucharla le pidió que lo hiciera más alto y rápido. Borstein declaró que la voz de Lois ha cambiado desde el inicio (con voz lenta) hasta los episodios más recientes.

Me llamaron para las pruebas para la serie al mismo tiempo que estaba en los escenarios, así que de ahí hice la voz y fue muy lenta, estaba inspirada en mi prima de Rhode Island y era tan lenta que Seth me dijo que "la serie podría ser de un cuarto de hora de duración y que debería hacerlo más rápido".

Al cabo de los años te habrás dado cuenta de que la voz empezó siendo más baja y lenta y actualmente va creciendo más y más tanto de volumen cómo de velocidad".

Ha habido ocasiones en las que la propia actriz no ha llegado a ponerle voz al personaje, por ejemplo en Road to the Multiverse donde fue sustituida por una actriz de voz japonesa: Kei Ogawa, puesto que era indispensable para la escena en la que el mundo era japonés.

### Personalidad
Durante el transcurso de la serie, la personalidad de Lois ha pasado por varias transiciones. Ella solía ser la voz de la razón ante las trastadas de Peter en las primeras temporadas, sin embargo, tras el regreso de la serie a la pantalla en el 2005, se ha sacado a relucir su lado más oscuro, por ejemplo tiene cierto interés por el sadomasoquismo. En el episodio The Son Also Draws Lois empieza a desarrollar una ludopatía que le lleva a perder (aparte de su dinero) el coche de su marido cuando la familia había parado en un casino indio. En Model Misbehavior sufre un trastorno de la alimentación cuando se hizo modelo. En Stuck Together, Torn Apart tanto ella como Peter reconocen ser celosos y deciden vivir sus vidas así tras descubrir este, la agresividad de Lois al ver a su marido con otra mujer. En varios episodios se ha hecho hincapié en su drogadicción. En cuanto a su sexualidad, Lois es representada como una mujer promiscua. En una ocasión terminó acostándose con Bill Clinton sin pretenderlo siquiera, este hecho hizo que su matrimonio estuviera a punto de quebrarse. A los 16 años conoció a Peter cuando este trabajaba de utillero en la casa de campo de Newport, no obstante, Peter no ha sido su primer novio, en la serie, Lois parece tener una lista larga de exnovios, entre los que se incluyen Gene Simmons y Jerome (este último afroamericano), los cuales le dieron el sobrenombre de "Lois la Ligera" (Loose Lois). Aparte de los hombres, en varios episodios, Lois se ha revelado que ha mantenido relaciones sexuales con mujeres haciendo hincapié en su posible bisexualidad. Antes de conocer a su marido, en su época de universitaria participó en una película porno para costearse su adicción a la cocaína, lo cual podría explicar su promiscuidad.
En una entrevista, Borstein declaró que Lois se ha vuelto "un poco más ruda, caradura y fresca desde la primera temporada para hacer un desafío a esas reglas de las sitcoms en el que las mujeres deberían ser totalmente blandengues, castas y sin gracia".

## Recepción
Lois alcanzó la decimosegunda posición del Top 25 de los personajes de Padre de familia.[cita requerida] En el Top 10 de los momentos musicales aparece situada en tercer lugar con la canción This House Is Freakin' Sweet del episodio Peter, Peter, Caviar Eater. En el Top 10 de peleas, Lois aparece en dos posiciones: en la séptima y la sexta donde aparecen las escenas de los episodios Lois Kills Stewie y Lethal Weapons respectivamente.

## Influencia cultural
Fuera de la serie, Lois ha aparecido en las parodias de la trilogía de Star Wars titulados: Blue Harvest, Something, Something, Something, Dark Side y It's a Trap (parodia de las partes IV, V y VI). En cada una aparece como la Princesa Leia. También apareció en el primer episodio de la serie The Cleveland Show.
En cuanto a otras publicaciones, apareció listada en el puesto 82 del Top 100 Hot de 2012 de la revista Maxim siendo esta la única celebridad animada de la lista anual.